# Alexei Kitaev
Alexei Kitaev (em russo:  Алексей Юрьевич Китаев; 26 de agosto de 1963) é um físico russo-estadunidense. É professor de física, ciência da computação e matemática do Instituto de Tecnologia da Califórnia.

## Obras
- com M. Vyalyi, Alexander Shen Classical and Quantum Computation. American Mathematical Society 2002
- Fault-tolerant quantum computation by anyons. Preprint 1997, Annals of Physics, Volume 303, 2003, p. 2-30
- Quantum computations: algorithms and error correction. Russian Mathematical Surveys, Volume 52, 1997, p. 1191–1249